# Janusz-Korczak-Denkmal (Hannover)

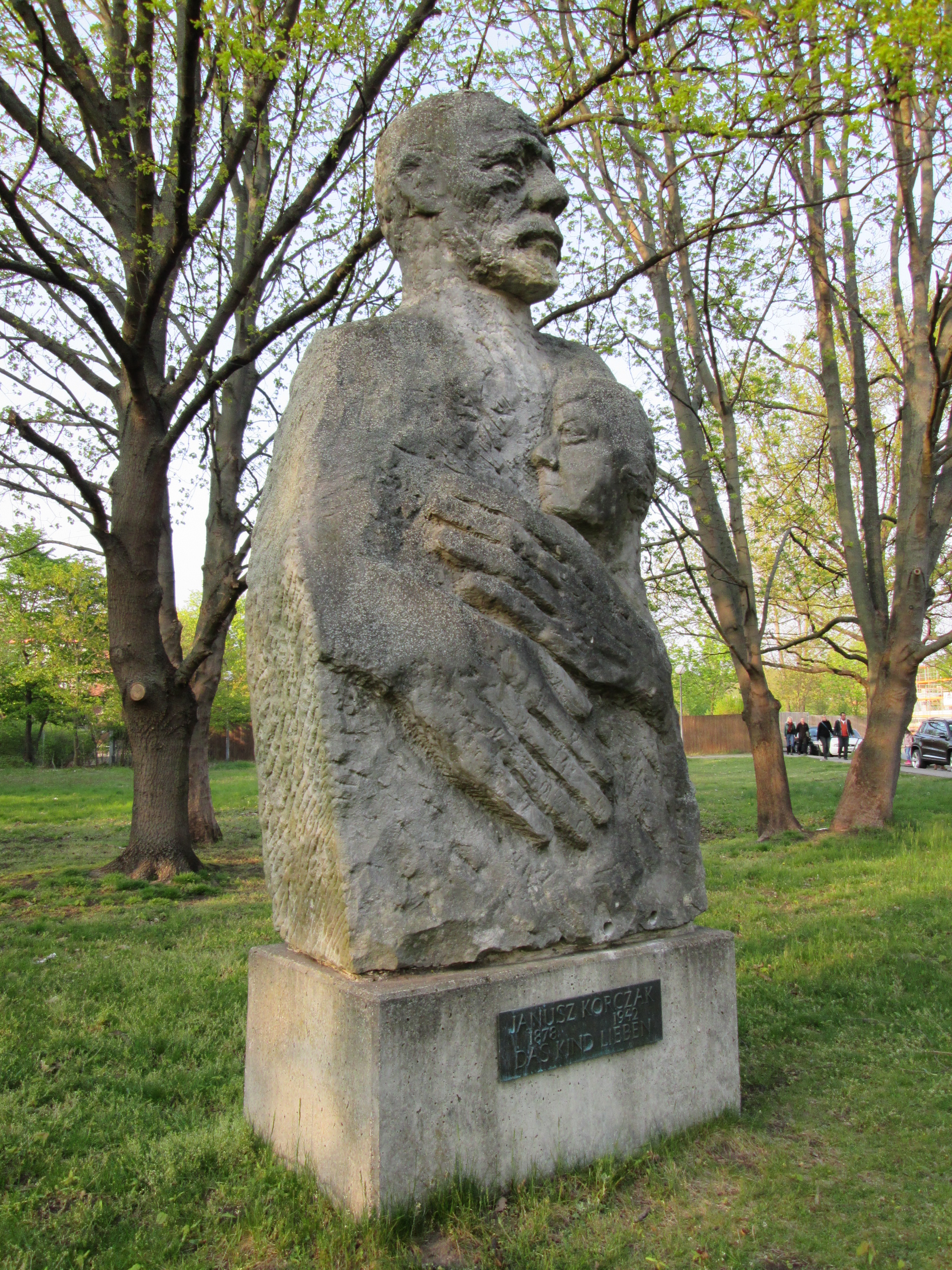
Janusz-Korczak-Denkmal vor dem Kinderkrankenhaus auf der Bult

Das Janusz Korczak-Denkmal in Hannover erinnert an den polnischen Arzt und Pädagogen Janusz Korczak, der zur Zeit des Nationalsozialismus die jüdischen Waisenkinder im Warschauer Ghetto betreut hatte und mit diesen gemeinsam in das Vernichtungslager Treblinka verbracht und dort ermordet wurde.
Korczak ist Namensgeber der zum Kinderkrankenhaus auf der Bult führenden Janusz-Korczak-Allee, an der das Denkmal aufgestellt wurde. Die überlebensgroße Plastik des polnischen Bildhauers Bolesław Marschall zeigt den Kinderarzt als besorgt blickenden Mann, der mit seinen Händen ein von ihm getragenes Kind schützt. Die Skulptur wurde während einer Veranstaltung unter der Schirmherrschaft von Oberbürgermeister Herbert Schmalstieg, Erziehungswissenschaftler Erich Dauzenroth und Maurice Waidenfeld (Rouen) am 9. Juni 1988 von der Deutsch-Polnischen Gesellschaft Hannover übergeben.

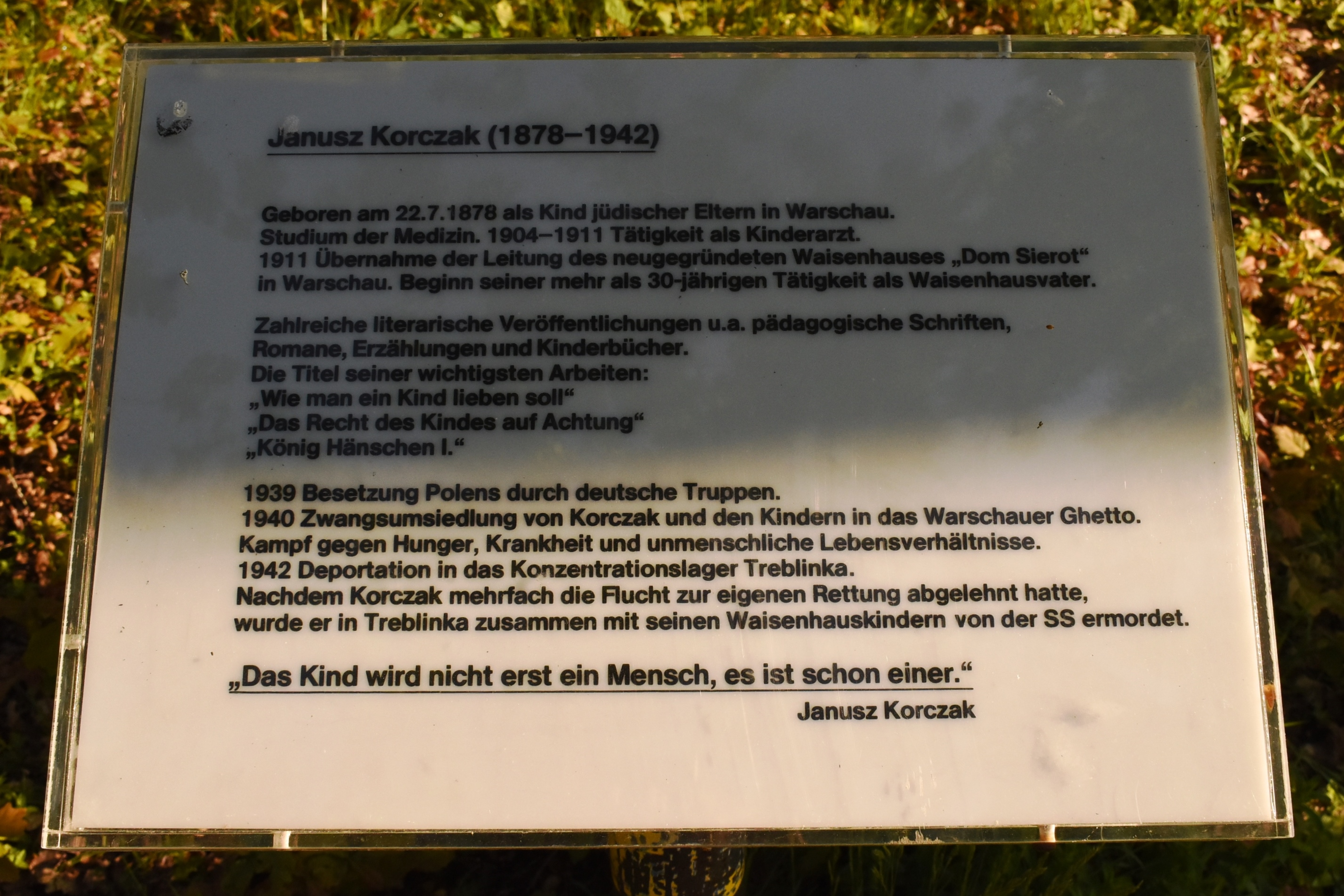
Gedenktafel vor dem Denkmal
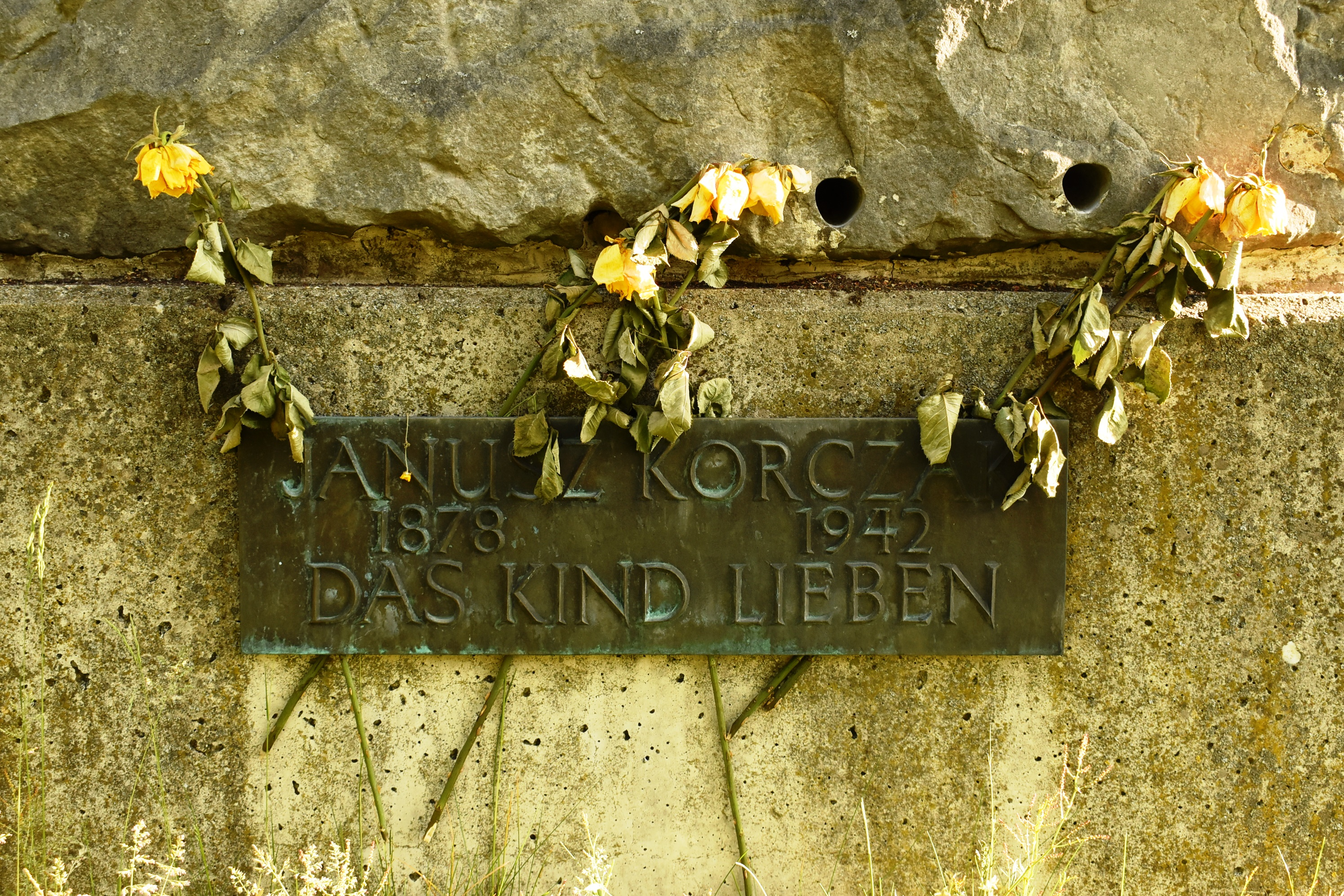
„Das Kind lieben“
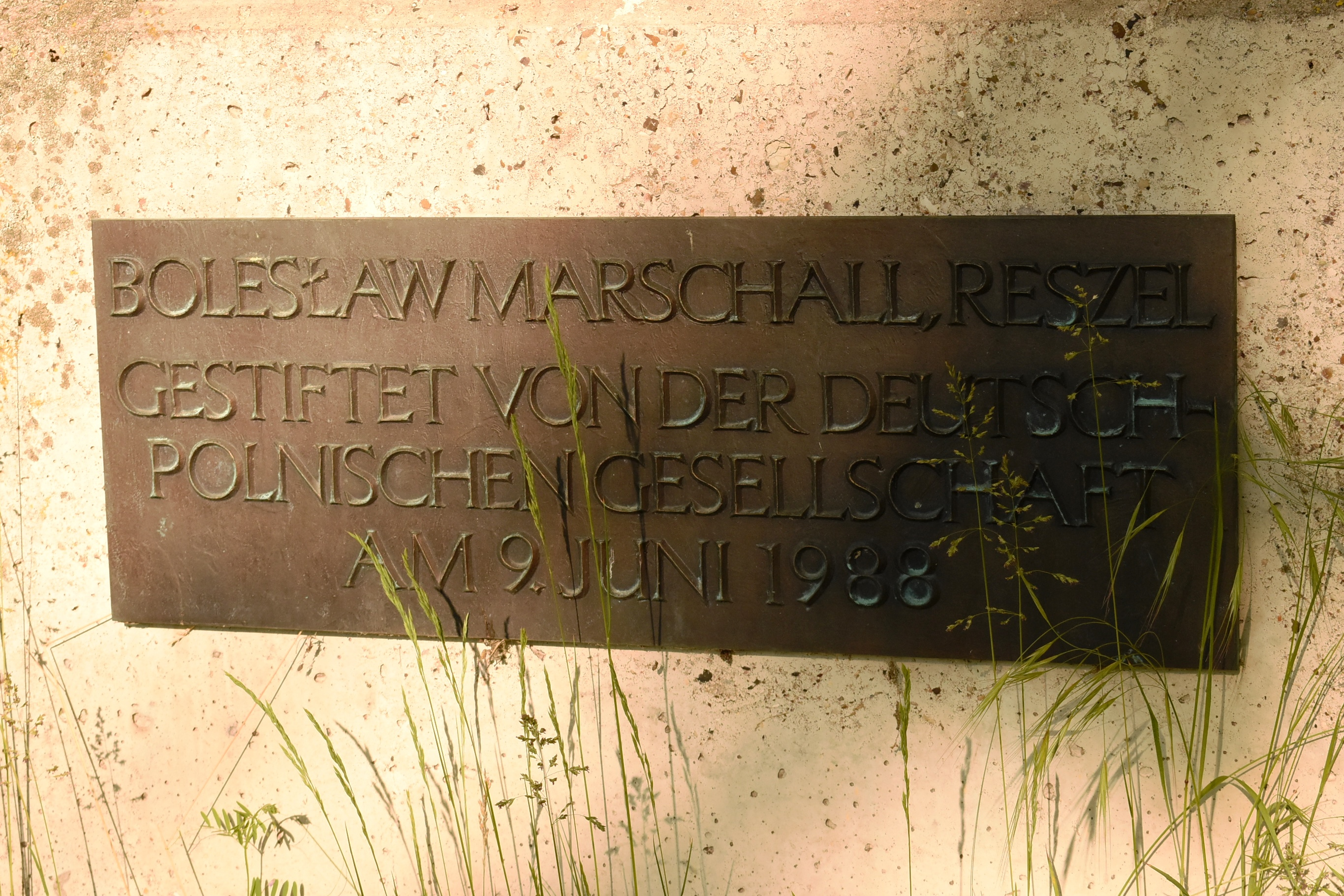
Tafel zur Übergabe
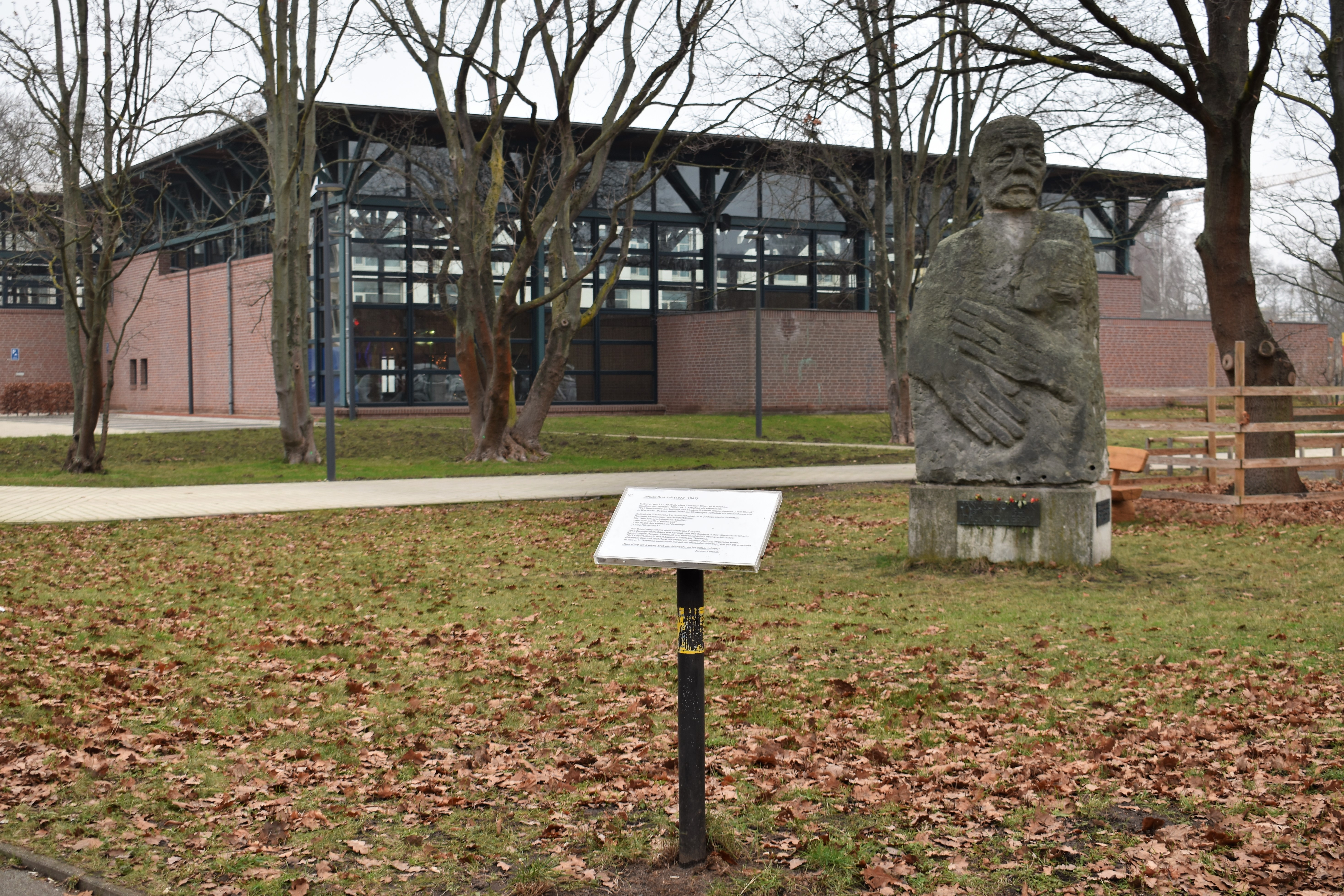
Standort vor der anliegenden Schul-Turnhalle